# Les Cartes vivantes
Les Cartes vivantes és un curtmetratge mut francès de 1904 dirigit per Georges Méliès.

## Sinopsi
Un mag entra en un escenari on s'ha col·locat una gran pantalla blanca. Prenent una baralla de cartes, ensenya una a la càmera, la fa créixer i finalment la llança a la pantalla, creant una reproducció gegantina de la carta. Fa el mateix amb dues cartes de cara, una reina i un rei, cadascuna de les quals pren vida i surt de la carta. El rei persegueix el mag de l'escenari, abans de treure's la disfressa per revelar el mateix mag.

## Producció
La pel·lícula es basa en un acte de màgia escènica representat al teatre de les il·lusions de Méliès, el Théâtre Robert-Houdin de París. En la versió escènica, el mag era Gaston Velle, que més tard es convertiria en director de pel·lícules de trucs semblants a Méliès per a Pathé Frères. En la versió cinematogràfica, el mateix Méliès interpreta el mag. Els efectes especials utilitzats són escamoteigs i foses.